# Nebpou
Nebpou (litt. c'est mon seigneur) est un  prénom égyptien porté par :
- Nebpou, un grand prêtre de Ptah